# هاوارد استارک
هاوارد استارک یک شخصیت تخیلی و در کتاب‌های کامیک منتشر شده از مارول کامیکس می‌باشد. او توسط آرچیه گودوین و دان هک برای اولین بار در مرد آهنی شماره ۲۸ام (اوت ۱۹۷۰) خلق شد. وی پدر تونی استارک و بنیان‌گذار شرکت استارک می‌باشد. این شخصیت از هوارد هیوز الهام گرفته شده است.
جان اسلتری نقش این شخصیت را در فیلم سینمایی مرد آهنی ۲ (سال ۲۰۱۰) بازی کرد اما در فیلم‌های کاپیتان آمریکا: سرباز زمستان (سال 2014) و کاپیتان آمریکا: نخستین انتقام‌جو (سال 2011) بازیگری هاوارد استارک به دومنیک کوپر سپرده شد.